# Sint-Lambertuskerk (Soumagne)

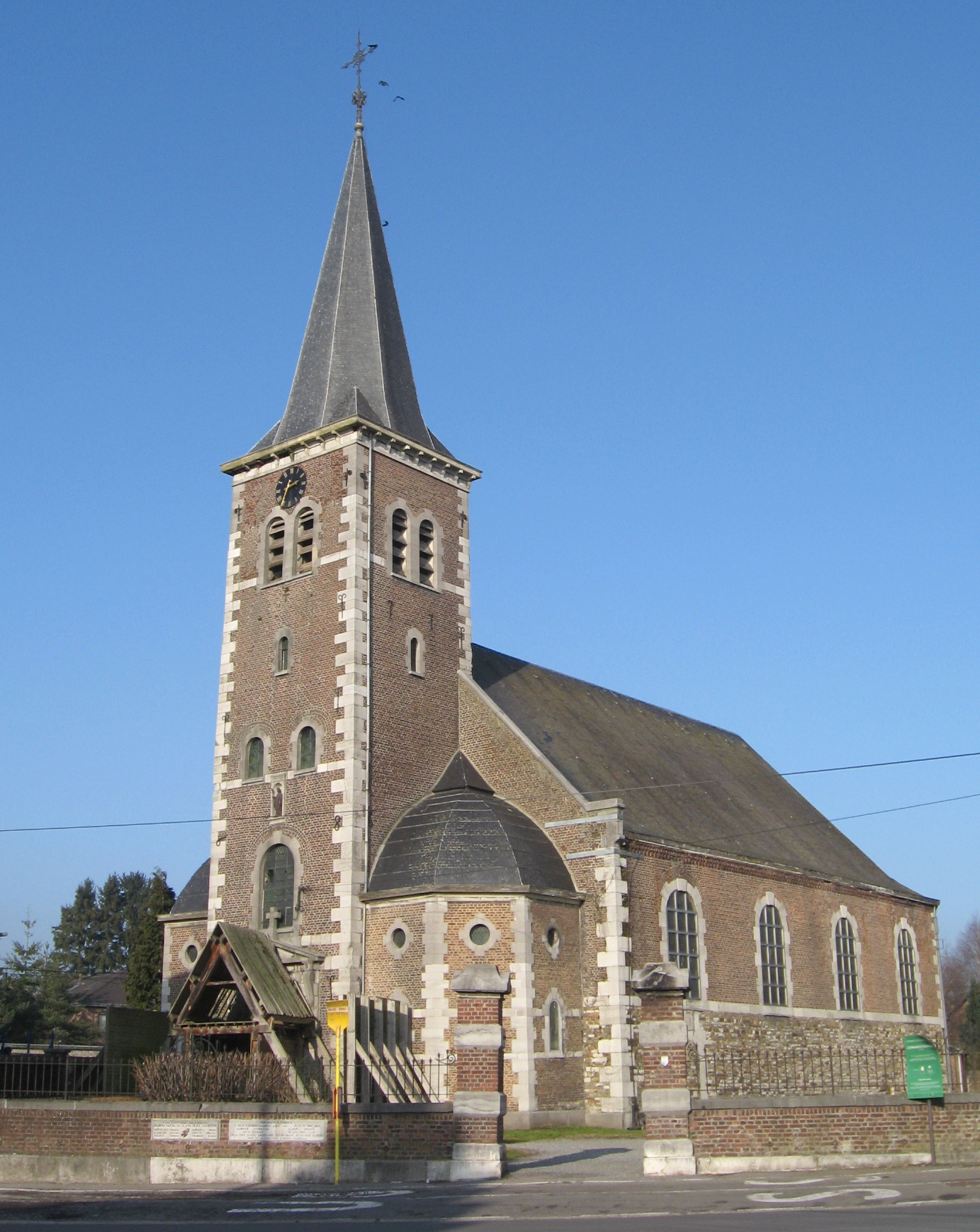
Sint-Lambertuskerk

De Sint-Lambertuskerk is de parochiekerk van de Belgische plaats Soumagne, gelegen aan het Place Ferrer.

## Geschiedenis
De parochie is waarschijnlijk opgericht door de heren van Fécher, en in 1294 werd door een van hen het patronaatsrecht overgedragen aan de Norbertijnen van de Abdij van Beaurepart.
De huidige kerk is van 1686, in 1694 door brand beschadigd en herbouwd. Het is een driebeukige kerk met voorgebouwde toren, en deze wordt door twee kapellen geflankeerd. De toren en de kapellen zijn van 1708. Kerk en toren zijn gebouwd in baksteen, met kalkstenen hoekbanden en omlijstingen. Het koor is vijfzijdig afgesloten. Een sluitsteen, die mogelijk het wapenschild toonde van Maximiliaan Hendrik van Beieren, werd in 1793 door de revolutionairen weggebeiteld.
Een vroegere zijingang heeft nog een wapenschild van de abt Ambroise Defraisne de Beaurepart, stichter van het kerkgebouw, met zijn devies: Candide et recte. Achter het koor bevindt zich de sacristie.
Het gebouw werd gerestaureerd in 1852 en 1899.

## Kerkhof
Het aanpalende kerkhof bevat talrijke historische grafkruisen die in de kerkhofmuur werden ingemetseld. Ook bevindt zich op het kerkhof een monumentaal Christusbeeld van 1857, dat als monument werd geklasseerd.

## Interieur
Het interieur is rijk aan voorwerpen die voornamelijk uit de 18e eeuw stammen.
Het hoofdaltaar is van omstreeks 1700, in Lodewijk XIV-stijl. Ook de preekstoel en biechtstoelen zijn van die tijd. De zijaltaren zijn van omstreeks 1850 (zuid) respectievelijk 1720 (noord). Lambriseringen en dergelijke zijn van de 2e helft der 18e eeuw en in régencestijl. Van begin 18e eeuw zijn de schilderingen op het plafond met wapenschilden van diverse weldoeners van de kerk uit de 16e en 17e eeuw. Ook uit de 18e eeuw zijn diverse heiligenbeelden.
Er zijn meerdere schilderijen, onder meer door Jean Latour.